# 47891 García-Migani
47891 García-Migani è un asteroide della fascia principale. Scoperto nel 2000, presenta un'orbita caratterizzata da un semiasse maggiore pari a 3,1448746 au e da un'eccentricità di 0,1891120, inclinata di 1,89392° rispetto all'eclittica.